# Autoroute A621 (France)
L'autoroute A621 est une courte autoroute reliant le périphérique ouest de Toulouse (A620) à l'aéroport de Blagnac.
C'est une autoroute non concédée, d'une longueur de 5 kilomètres et dont la mise en service dans la totalité de son parcours date de 2001, avec la construction d'un nouveau pont sur la Garonne.

## Parcours
- Avenue d'Elche
- Carrefour giratoire entre A621 et A620 intérieure
- Début de l'autoroute A621
- Échangeur entre A621 et A620 extérieure
- 1 Les Sept Deniers : Les Sept Deniers
- 2 Ancely : Purpan, Ancely, Blagnac
- Échangeur entre A621 et M901 (Fil d'Ariane) : Colomiers, Tournefeuille
- 3 Le Ritouret : Blagnac, Le Ritouret
- 4 Secteur aéroportuaire-nord ( Échangeur entre A621 et D902 ou Voie Lactée (prolongement de 4 km de l'A621)[1]) : Cornebarrieu, Beauzelle, Grenade
- Fin de l'autoroute A621 et début de la route nationale 2621 (avenue de Paris)
- Rue Dieudonné Costes (direction Toulouse uniquement)
- Carrefour giratoire entre N2621 et parking à l'aéroport de Blagnac

## Prolongements

### Fil d'Ariane (M 901)
- Échangeur entre A624 (Colomiers, Auch, Rocade Arc-en-Ciel, A620) et D901 (ou Fil d'Ariane)
- Échangeur entre D901 et A621 (A620)
- La D901 devient l'A621 en direction de Blagnac.

### Voie Lactée (M 902)
- Échangeur entre A621 et D902
- 902.1 Grand Noble : Blagnac, Grand Noble
- 902.2 Porte du Grand Noble : Cornebarrieu, Cadours, centre commercial
- 902.3 Aéroconstellation : ZAC Andromède, ZAC AéroConstellation
- 902.4 Garossos : Beauzelle, Mondonville, Aussonne, Seilh, Garossos